# Gesundheitshaus
Gesundheitshäuser haben die Aufgabe, das öffentliche Gesundheitssystem durch bürgerfreundliche Beratungs- und Serviceleistungen attraktiver zu machen.
Zu den Angeboten von Gesundheitshäusern gehören häufig unter anderem Ernährungsberatung, betriebliche Gesundheitsförderung und die Unterstützung von gesundheitlichen Selbsthilfegruppen. In Gesundheitshäusern stehen für Selbsthilfegruppen auch Büros (Servicestationen) und Räume zur Verfügung, die von Gruppen oder Institutionen im Gesundheitsbereich für Veranstaltungen genutzt werden können. Insoweit können Gesundheitshäuser auch als spezialisierte Bürgerhäuser begriffen werden.
Das erste Haus dieser Art überhaupt war das Gesundheitshaus Pankow in Berlin. Es wurde im Dezember 1928 eingeweiht und sollte ein Modell für weitere Gebäude dieser Art sein.
Das erste Gesundheitshaus in der Bundesrepublik Deutschland wurde 1989 im Kreis Unna (Nordrhein-Westfalen) in den Städten Unna und Lünen mit Hilfe von Landesmitteln gegründet. Mittlerweile gibt es derartige oder ähnliche Einrichtungen in einigen wenigen weiteren Städten (z. B. Münster, Gelsenkirchen). Derartige Gesundheitshäuser sind organisatorisch in untere Gesundheitsbehörden (Gesundheitsämter) eingegliedert.
Der Begriff "Gesundheitshaus" ist nicht geschützt. Deshalb haben auch gelegentlich Apotheken, Sanitätshäuser oder Zusammenschlüsse von Arztpraxen diesen Begriff für sich reklamiert.